# Daniel Abraham (wielrenner)
Daniel Abraham Gebru (11 februari 1985) is Nederlands wielrenner en paralympisch kampioen van Eritrese afkomst die vanaf 2018 rijdt voor BEAT Cycling Club.
In 2000 kwam Abraham naar Nederland en reed tussen 2010 en 2012 voor Marco Polo Cycling Team. Hierna richtte hij zich op de gehandicaptensport, waarvoor hij wegens een onderontwikkeld been in aanmerking kwam. 
In 2016 deed hij namens Nederland mee aan de Paralympische Zomerspelen. Abraham had slechts een verblijfsvergunning, maar mocht als stateloos burger namens Nederland deelnemen aan de wegwedstrijd in de klasse C4-5. Tijdens de wedstrijd, waarin de Iraniër Bahman Golbarnezhad bij een val om het leven kwam, leek Abraham af te stevenen op een bronzen medaille, maar vlak voor de finish gingen de koplopers, de Australiër Alistair Donohoe en de Oekraïner Jehor Dementjev, samen onderuit, waardoor Abraham de wedstrijd won. Hierna werd hij gedecoreerd als Ridder in de Orde van Oranje-Nassau. Op 22 augustus 2017 kreeg hij een Nederlands paspoort.
In 2018 maakte hij de overstap naar BEAT Cycling Club.

## Belangrijkste resultaten

### Wegwielrennen
2019
- 1e etappe Kreiz Breizh Elites (ploegentijdrit)

### Para-cycling
2014
- Nederlands kampioenschap wegwedstrijd

2015
- Nederlands kampioenschap wegwedstrijd

2016
- 1e Wereldbeker Baskenland wegwedstrijd
- Nederlands kampioenschap wegwedstrijd
- Nederlands kampioenschap tijdrijden
- Paralympische Zomerspelen wegwedstrijd

2017
- 1e Wereldbeker Oostende tijdrit
- 1e Wereldbeker Emmen tijdrit
- 1e Wereldbeker Emmen wegwedstrijd
- Nederlands kampioenschap wegwedstrijd
- Wereldkampioenschap tijdrijden

2018
- Wereldkampioenschappen baanwielrennen, achtervolging
- Wereldkampioenschappen baanwielrennen, scratch
- 1e Wereldbeker Emmen tijdrit
- Wereldkampioenschap tijdrijden

2019
- Wereldkampioenschappen baanwielrennen, achtervolging
- Wereldkampioenschappen baanwielrennen, scratch
- Wereldkampioenschap tijdrijden

2020
- Wereldkampioenschappen baanwielrennen, scratch
- Nederlands kampioenschap tijdrijden

## Ploegen
- 2010 –  Marco Polo Cycling Team
- 2011 –  Marco Polo Cycling Team
- 2012 –  Marco Polo Cycling-Donckers Koffie
- 2013 –  CCN Cycling Team
- 2014 –  CCN Cycling Team (vanaf 26-4)
- 2015 –  CCN Cycling Team
- 2018 –  BEAT Cycling Club
- 2019 –  BEAT Cycling Club
- 2020 –  BEAT Cycling Club

Abdullah Aziz · Abraham · Awang · Azmi · Bakdo · Bin Kamal · De Weerdt · Fitrianto · Gitelis · Hairolrani · Jones · Lee · Liu · Nederlof · Surawadi · Wang
Abraham · Azmi · Christie · Ebsen · Fitrianto · Gitelis · Hairolrani · Hj Johor · Lim · Mastani · Nederlof · Phounsavath · Van Uden · Wang
Abraham · Desale · Havik · Livyns · Maas · Mengoulas · Nõmmela · Tietema · Van Dyck